# Sukhumala Marasri
{{subst:tiêu bản trống|Bạn quên dùng "thế" cho tiêu bản này. Hãy thay {{chất lượng kém}} bằng {{thế:clk}}}}{{Chất lượng kém/nguồn|ngày={{subst:CURRENTDAY2}}|tháng={{subst:CURRENTMONTH}}|năm={{subst:CURRENTYEAR}}|lý do={{{1}}}|thành viên={{subst:REVISIONUSER}}}}
Sukhumala Marasri (tiếng Thái: สุขุมาลมารศรี; RTGS: Sukhumanmarasi; 10 tháng 5 năm 1861 - ngày 09 Tháng 7 1927) là con gái của vua Mongkut (Rama IV) và vợ lẽ của ông, Samli (เจ้าคุณจอมมารดาสำลี). tên của cô là công chúa Sukhumala Marasri (พระองค์เจ้าสุขุมาลมารศรี). Sau đó cô bị một trong bốn phu nhân của vua Chulalongkorn (Rama V) và cũng như những người chị của mình.

## Cuộc sống ban đầu
Sukumala được sinh ra trong cung điện lớn của hoàng gia vào ngày 10 tháng năm 1861. Cô là con thứ 52 của vua Mongkut. Mẹ cô Consort Samli. Cô đã có 5 anh chị em đầy đủ, bao gồm cả công chúa Napaborn nổi tiếng, và từ phía cha của cô là một người chị của Vua Chulalongkorn (sau này là chồng), hoàng hậu Sunandha Savang Vadhana, và Saovabha.
Khi cô được mười tuổi, King Mongkut đã chết và đã thành công một nửa-anh trai Sukhumala Marasri, Hoàng tử Chulalongkorn.

## Cuộc sống như Vương hậu
Đôi khi trong những năm niên thiếu, Sukhumala trở thành một người vợ của hoàng gia cho vua Chulalongkorn. Cuộc hôn nhân sản xuất hai trẻ em; Công chúa Suddha Dibyaratana (sau này là công chúa của Ratanakosin), cũng là người đầu tiên sống sót Chao-Fah, con của chủ quyền mà mẹ của họ là phối ngẫu Nữ hoàng hay công chúa của máu, và hoàng tử Paribatra Sukhumbhand (sau này là Hoàng tử của Nakorn Sawan.) Trong triều đại của chồng cô là thư ký của nhà vua và được gọi là "phối ngẫu công chúa".
Sau khi chồng bà qua đời, bà chuyển đến cung điện của con trai, Bang Khun Prom. Trong suốt triều đại của vua Rama VI, cháu trai của bà, ông chính thức đặt tên cô là phối ngẫu nữ hoàng thứ tư của cha mình, làm cho tiêu đề chính thức của cô Nữ hoàng Sukhumala. Khi Prajadhipok đã thành công lên ngôi, ông đã cho cha mình hai còn sống sót vương hậu, Savang Vadhana và Sukhumala, danh hiệu "Nữ hoàng dì". Trong cùng một phong cách Sukhumala được trước bởi Savang Vadhana, phản ánh thực tế rằng Savang Vadhana đã được tạo ra vương hậu của Chulalongkorn trước Sukhumala.
Vương hậu Sukhumala Marasri qua đời vào ngày 09 Tháng 7 năm 1927 ở tuổi 66 tại Bang Khun Prom cung điện (H.R.H. tử Paripatra Sukhumbhand cung điện). Cô chỉ còn sống sót con, Hoàng tử Paripatra Sukhumbhand, và em gái toàn gái, công chúa Napaborn, đã ở bên cạnh giường của cô.

## hậu quả
Trong trí nhớ của mình, một trong những huyện được đặt tên là "Rajdhevi" sau Sukumala.
Khi Prahadhipok thoái vị và đã thành công bởi cháu trai của ông, Ananda Mahidol vào năm 1935, Sukumala không còn dì đến nhà vua mới, do đó cô được gọi đơn giản là nữ hoàng của Nữ hoàng Sukumala Marasri. Không giống với một nửa trẻ em gái, Savang Vadhana, người đã lập ra "Bà hoàng".
Con trai của bà, Hoàng tử Paripatra Sukhumbhand là một nhân vật nổi bật trong chính trị của Xiêm trong phần sau của chế độ quân chủ tuyệt đối, thường được ghi là người đàn ông đằng sau ngai vàng vua Prajadhipok của. Các hoàng tử từng là Bộ trưởng Bộ Nội vụ tại thời điểm cách mạng của Xiêm La năm 1932, ông đã bị bắt bởi Khana Ratsadon (Đảng Nhân dân) và bị quản thúc. Prajadhipok chấp nhận các yêu cầu của các phiến quân và trở thành một quân chủ lập hiến. Hoàng tử Paripatra, tuy nhiên đã bị lưu đày từ Siam. Cuối cùng, ông định cư và chết tại Indonesia, ông không bao giờ trở lại quê hương của mình. Mẹ RajawongseSukhumbhand Paribatra, chính trị gia andGovernor của Bangkok là một trong những đứa cháu của mình.
em gái Sukumala, Công chúa Napaborn qua đời ở tuổi 94.

## Danh hiệu và phong cách
- 1861-1881: Điện hạ hoàng gia của mình công chúa Sukhumala Marasri
- 1881-1910: Điện hạ hoàng gia của mình công chúa Sukhumala Marasri, công chúa phối ngẫu
- 1910–1925: Her Majesty Queen Sukhumala Marasri, Royal Consort of HM King Chulalongkorn
- 1925–1927: Her Majesty The Queen Aunt

## Trang trí Hoàng gia Thái
- The Most Illustrious Order of the Royal House of Chakri
- The Ancient and Auspicious of Order of the Nine Gems
- Dame Grand Cross (First Class) of The Most Illustrious Order of Chula Chom Klao
- King Rama IV Royal Cypher Medal (Second Class)
- King Rama V Royal Cypher Medal (First Class)
- King Rama VI Royal Cypher Medal (First Class)
- King Rama VII Royal Cypher Medal (First Class)